# Запізнення
Запі́знення — зумовлене близькодією явище в електродинаміці, згідно з яким електричні заряди відчувають зміну положення інших зарядів із відставанням у часі, необхідним для того, щоб електромагнітне поле змогло подолати віддаль між зарядами.
Згідно з положеннями теорії відносності існує максимальна швидкість розповсюдження взаємодії — швидкість світла. Тому зміна положення електричного заряду в одній точці простору відчуватиметься в іншій точці простору з відставанням, необхідним для того, щоб взаємодія подолала віддаль між ними. Наприклад, ми бачимо світло від зірок не таким, яким воно є зараз, а таким, яким воно було багато мільйонів років тому.
Основні рівняння електродинаміки, які є інваріантними щодо перетворень Лоренца, враховують це фізичне явище, а от закон Кулона справедливий лише для непорушного заряду. Для рухомого заряду він має аналогічний вигляд, окрім того, що величина поля, створеного зарядом визначається його положенням в попередній момент часу.

## Математичне формулювання
Використовуючи Лоренцову калібровку
{\displaystyle {\frac {1}{c}}{\frac {\partial \varphi }{\partial t}}+{\text{div}}\,\mathbf {A} =0},
де {\displaystyle \varphi \,} — потенціал електричного поля, {\displaystyle \mathbf {A} } — векторний потенціал, c — швидкість світла, 
рівняння Максвела для потенціалів запишуться у вигляді
{\displaystyle \Delta \mathbf {A} -{\frac {1}{c^{2}}}{\frac {\partial ^{2}\mathbf {A} }{\partial t^{2}}}=-{\frac {4\pi }{c}}\mathbf {j} },
{\displaystyle \Delta \varphi -{\frac {1}{c^{2}}}{\frac {\partial ^{2}\varphi }{\partial t^{2}}}=-4\pi \rho },
де {\displaystyle \mathbf {j} } — густина струму, {\displaystyle \rho \,} — густина заряду.
Розв'язки цих рівнянь мають вигляд
{\displaystyle \varphi =\int {\frac {\rho _{t-R/c}}{R}}dV}
{\displaystyle \mathbf {A} ={\frac {1}{c}}\int {\frac {\mathbf {j} _{t-R/c}}{R}}dV},
де R — віддаль від заряду, який створює поле, до точки спостереження, а інтегрування проводиться у просторі, де є електричні заряди.

## Значення
Світло розповсюджується із дуже великою швидкістю, тому проміжок часу, на який запізнюється поле, в земних умовах дуже незначний. Проте, якщо зміна положення зарядів відбувається швидко, то ефект запізнювання може мати велике значення. Заряди рухаються швидко під дією полів електромагнітної хвилі. Якщо період електромагнітної хвилі набагато більший за час запізнювання, то ефектом запізнювання можна знехтувати. В такому випадку рівняння електродинаміки спрощують, застосовуючи так зване квазістатичне наближення. Для електромагнітних хвиль із великою частотою (малим періодом) запізнюванням нехтувати не можна. У термінах довжини хвилі запізнювання важливе, коли довжина електромагнітної хвилі менша за характерні розміри фізичних тіл. Якщо довжина хвилі більша за розміри тіл, що розсіюють її, запізнюванням можна знехтувати.